# شهر بهشت (فیلم)
شهر پارادایس یا شهر بهشت (به انگلیسی: Paradise City) یک فیلم اکشن آمریکایی محصول سال ۲۰۲۲ به کارگردانی چاک راسل از فیلم‌نامه‌ای به قلم کوری لارج و اد جان دریک است. در این فیلم بروس ویلیس، جان تراولتا و بلیک جنر بازی می‌کنند.

## داستان
هنگامی که یان سوان (بروس ویلیس) شکارچی جایزه پس از ناپدید شدن در آب‌های مائویی مورد اصابت گلوله قرار می‌گیرد و گمان می‌رود که جان خود را از دست داده‌است، پسر سوان، رایان (بلیک جنر)، شریک سابقش (استیون دورف) و یک کارآگاه محلی (پرایا لوندبرگ) به دنبال یافتن او هستند. قاتلان او پس از تهدید شدن توسط یک دلال قدرتمند بی رحم (جان تراولتا)، به نظر می‌رسد که رایان و تیمش گزینه دیگری ندارند - تا زمانی که یک سفر به جامعه جزیره‌ای به شدت محافظت شده بنام شهر پارادایس آنها را با یک متحد پیش‌بینی نشده متحد می‌کند.

## بازیگران
- بروس ویلیس
- جان تراولتا
- بلیک جنر
- استیون درف
- بلیک جنر
- پرایا لوندبرگ
- برانزکومب ریچموند

## تولید
فیلم شهر پارادایس در ۱۴ مه ۲۰۲۱ اعلام شد، زمانی که گزارش شد که بروس ویلیس و جان تراولتا اولین همکاری خود را پس از بیست و شش سال (به دنبال پالپ فیکشن در سال ۱۹۹۴) انجام می‌دهند.
فیلمبرداری در ۱۷ می ۲۰۲۱ در مائوئی، هاوایی آغاز شد و پس از سه هفته به پایان رسید. تریسی بنت، کمیسر شهرستان مائویی گفت: "معمولاً در یک فیلم اکشن معمولاً حدود سه ماه طول می‌کشد - و آنها این کار را در دو هفته انجام دادند. به دلیل اطلاع کوتاه مدت، محدودیت‌هایی در این مورد وجود داشت. آنها نمی‌توانستند دقیقاً جایی که می‌خواهند یا چیزی را که می‌خواهند فیلم‌برداری کنند، بنابراین دائماً فیلمنامه را بازنویسی می‌کردند.» شهر بهشت یکی از آخرین فیلم‌هایی است که ویلیس در آن نقش آفرینی کرد که به دلیل تشخیص آفازی از بازیگری کناره‌گیری کرد.

## بازخورد
در وبگاه جمع‌آوری نقد راتن تومیتوز، ٪۸ از ۱۲ بررسی منتقدان مثبت است و میانگینِ امتیاز آن ۳٫۲/۱۰ است. این فیلم در متاکریتیک که از میانگین وزنی استفاده می‌کند، بر اساس نظر ۴ منتقدین امتیاز ۲۹ از ۱۰۰ را کسب کرده که نشان‌گر «نقدهای عموما نامطلوب» است.